# グリーンベル (アダルトビデオ)
グリーンベル（英語：Green Bell）は、日本のアダルトビデオメーカー。主にゲイビデオの制作・販売を行っている。

## 概要
主に青年・レイプ・フェチ系のゲイビデオを中心に製作されており、本部は大阪府大阪市に位置する。主なシリーズに「月刊High Power」、「8人のNONKE」、「Secret+R」がある。 

## 主なシリーズ
- 月刊 High Power
- 8人のNONKE
- Secret+R